# Вздёрни их повыше
«Вздёрни их повыше» (англ. Hang 'Em High) — американский художественный фильм в жанре вестерна, поставленный режиссёром Тедом Постом в 1968 году.

## Сюжет
Бывшего слугу закона Джеда Купера несправедливо обвинили в убийстве соседа и краже его скота. Девять самопровозглашённых судей во главе с капитаном Уилсоном не верят в его оправдания и вешают его. Купера бросают под открытым небом, посчитав мёртвым. Но он остаётся жив благодаря местному шерифу, который вовремя обрезал верёвку. Со временем Купер был оправдан, так как нашли того, кто продал ему краденый скот. Ему предлагает стать судебным исполнителем — нести закон в беззаконные земли территории Оклахома, и он соглашается. Джед возвращается, чтобы выследить своих врагов и отдать их под суд. Он разыскивает своих обидчиков, чтобы привести на скамью подсудимых, и по возможности живыми.

## В ролях
| Актёр               | Роль                  |
| ------------------- | --------------------- |
| Клинт Иствуд        | маршал Джед Купер     |
| Ингер Стивенс       | Рэйчел Уоррен         |
| Эд Бегли            | капитан Уилсон        |
| Пэт Хингл           | судья Адам Фентон     |
| Бен Джонсон         | маршал Дэйв Блисс     |
| Чарльз Макгроу      | шериф Рэй Кэлхоун     |
| Рут Уайт            | мадам Софи            |
| Брюс Дерн           | Миллер                |
| Л. К. Джонс         | Лумис                 |
| Алан Хейл — младший | Мэтт Стоун            |
| Арлин Голонка       | Дженнифер проститутка |
| Берт Фрид           | Шмидт                 |
| Майкл О’Салливан    | Фрэнсис Элрой Даффи   |

## Производство
Фильм стал первой работой, спродюсированной компанией The Malpaso Company, которую открыл для Клинта Иствуда его финансовый советник Ирвинг Леонард.